# Scream (együttes)
A Scream amerikai hardcore punk/post-hardcore együttes.

## Története
A zenekart 1981-ben alapította a Virginia állambeli Alexandriában Peter Stahl, Franz Stahl, Skeeter Thompson és Kent Stax. A Scream a Washington hardcore úttörőjének számít, továbbá a Foo Fighters énekese, Dave Grohl is itt kezdte pályafutását. Első nagylemezüket 1983-ban adták ki. Azzal is különlegesnek számítanak, hogy ők voltak az első olyan punk zenekar, amelyik egy egész nagylemezt jelentetett meg a Dischord Records gondozásában, nem kislemezeket vagy EP-ket, mint a legtöbb punkegyüttes. Zenéjük váltakozó, hiszen a gyors punk számokon kívül lassabb, reggae jellegű dalokat is játszanak. A Scream 1990-ben feloszlott. Dave Grohl a Nirvanához csatlakozott, míg Peter és Franz új együttest alapítottak, Wool néven. 2009-ben újjáalakultak. Zenei hatásuknak a Bad Brainst jelölték meg.

## Tagok
- Peter Stahl - ének (1981-1990, 2009-)
- Franz Stahl - gitár, vokál (1981-1990, 2009-)
- Skeeter Thompson - basszusgitár, vokál (1981-1988, 1988-1990, 2009-)
- Kent Stax - dob, ütős hangszerek (1981-1986, 2009-)
- Clint Walsh - gitár (2009-)

## Korábbi tagok
- Dave Grohl - dob, ütős hangszerek (1986-1990)
- Robert Lee Davidson - basszusgitár, vokál (1984-1989)
- J. Robbins - basszusgitár (1988)
- John S. Pappas - dob (1995)

## Diszkográfia
- Still Screaming (1983)
- This Side Up (1985)
- Banging the Drum (1986)
- No More Censorship (1988)
- Fumble (1993)

## Egyéb kiadványok
EP-k

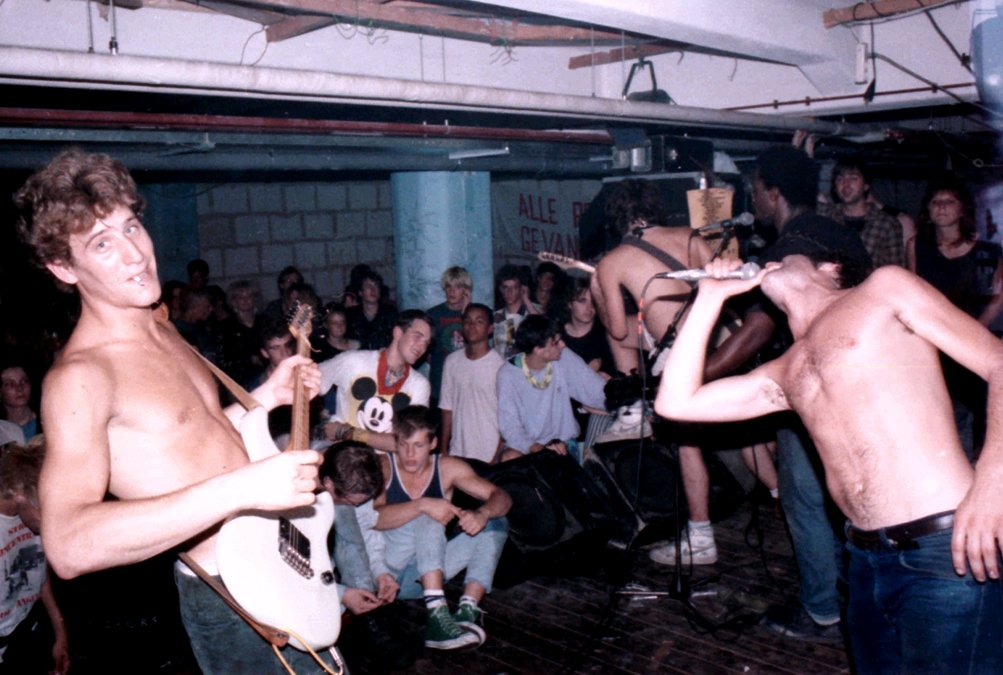
Scream (1986)

- Complete Control Recording Sessions (2011)

Válogatáslemezek
- Still Screaming/This Side Up (1995)
- Fumble + Banging the Drum (1995)

Koncertalbumok
- Live at Van Hall (1988)
- Your Choice Live Series Vol. 10 (1990)
- Live at the Black Cat (1998)